# Rymill Park
Rymill Park är en park i Australien. Den ligger i kommunen Adelaide och delstaten South Australia, nära delstatshuvudstaden Adelaide.
Runt Rymill Park är det mycket tätbefolkat, med 1 754 invånare per kvadratkilometer.. Närmaste större samhälle är Adelaide, nära Rymill Park. 
Runt Rymill Park är det i huvudsak tätbebyggt. Genomsnittlig årsnederbörd är 593 millimeter. Den regnigaste månaden är juli, med i genomsnitt 95 mm nederbörd, och den torraste är december, med 13 mm nederbörd.